# Accademia degli Incogniti

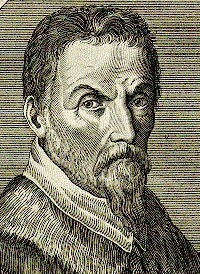
Cesare Cremonini, dont les enseignements ont inspiré l'Accademia degli Incogniti

L'Accademia degli Incogniti (Académie des Inconnus) était une société savante d'intellectuels libertins, principalement nobles, qui a influencé  la vie culturelle et politique de Venise au milieu du XVIIe siècle.

## Histoire
La société a été fondée en 1630 par Giovan Francesco Loredan et Guido Casoni. Sa pensée s'inspire de la philosophie aristotélicienne de Cesare Cremonini, un ancien professeur de philosophie à l'université de Padoue. La société comprenait des historiens, des poètes et des librettistes.
Selon l'historienne Ellen Rosand, l'académie opérait généralement dans les coulisses. Les membres ont souvent écrit dans une langue secrète et ont publié leurs œuvres anonymement.
L'Accademia degli Incogniti fut particulièrement active dans la promotion du théâtre musical à Venise à partir des années 1630, fondant son propre théâtre, le Théâtre Novissimo, qui fleurit brièvement entre 1641 et 1645.
Dans leurs livrets de drames musicaux, les intellectuels iconoclastes de l'académie fixèrent un ton qui était « [souvent] étonnamment franc et souvent amoral ». Parmi ces librettistes figure Giacomo Badoaro, qui a écrit Il ritorno d'Ulisse in patria pour Claudio Monteverdi et Giovanni Francesco Busenello, qui a fourni à Monteverdi le livret pour l'œuvre finale  L'incoronazione di Poppea.
Bien que l'académie soit souvent représentée comme un groupe de « libertins sceptiques qui exaltent une marque vénitienne (im)morale », Loredano était un sénateur respecté de la république de Venise ; d'autres membres ont également servi la République en tant que sénateurs ou conseillers et l'académie est restée un centre non officiel du pouvoir politique pendant plusieurs décennies. Son influence a commencé à fléchir à la fin des années 1650, et en 1661, l'académie avait cessé de se réunir.